# Патриций (консул 500 г.)
Вижте пояснителната страница за други личности с името Патриций.
Флавий Патриций (на латински: Flavius Patricius; на гръцки: Πατρίκιος) е политик и magister militum на Източната Римска империя през края на V и началото на VI век.
Произлиза от Фригия. През 500 и 518 г. e magister militum praesentialis. През 500 г. той е консул заедно с Флавий Хипаций.